# Usora
Usora (v srbské cyrilici Усора) je řeka v Bosně a Hercegovině. Dlouhá je 82 km.
Řeka pramení u horského masivu Očauš a do řeky Bosny se vlévá u města Doboj. Až po město Teslić je známá podle místního názvu Velika Usora. Tam se do ní vlévá menší Mala Usora, která pramení v podhůří Uzlomace a Borji. Řeka je poměrně prudká, často se rozvodňuje a při povodních dokáže působit poměrně velkou škodu na okolním majetku. Historicky byla vnímána jako zlatonosná řeka. Její hydrologický potenciál je nevyužit (na řece se nenacházejí žádné větší vodní elektrárny). Vodu znečišťuje několik závodů, které se nacházejí na toku řeky, jako je např. chemický závod v Teslići.